# Caso de Nahir Galarza
El caso de Nahir Galarza fue un proceso judicial argentino, caratulado en el expediente del mismo como «Galarza, Nahir Mariana s/homicidio doblemente agravado», en el que Nahir Mariana Galarza (nacida el 11 de septiembre de 1998), fue encontrada culpable del asesinato de Fernando Gabriel Pastorizzo (nacido el 3 de enero de 1997), ocurrido el 29 de diciembre de 2017 en la ciudad de Gualeguaychú, provincia de Entre Ríos, en la Argentina, donde ambos residían. El caso tuvo amplia cobertura y repercusión tanto en los medios nacionales como en los internacionales.
Galarza fue condenada en primera instancia a cadena perpetua por homicidio, agravado por la circunstancia de haber mantenido una relación de pareja estable. Es la mujer más joven que ha sido condenada a cadena perpetua en Argentina.

## Contexto
Nahir Mariana Galarza nació el 11 de septiembre de 1998, hija de Yamina Kroh y de Marcelo Galarza, que se desempeñaba como oficial de la policía provincial. Al ocurrir el hecho, Galarza cursaba el primer año de Derecho en la Universidad de Concepción del Uruguay.
A los dieciséis años hubo una denuncia de secuestro luego de estar un día desaparecida, siendo menor de edad, pero luego se descubriría que el supuesto secuestro se trataba de una farsa.

## Instancias
Nahir Mariana Galarza y Fernando Gabriel Pastorizzo (nacido el 3 de enero de 1997), residían en Gualeguaychú (a 40 km al oeste de la frontera internacional con Uruguay). Alrededor del año 2012 iniciaron una relación cuyas características fueron uno de los temas debatidos en la causa, pues en tanto la defensa sostenía que solamente tenían encuentros ocasionales para tener relaciones sexuales, la acusación afirmaba que constituían una pareja, si bien no vivían juntos, y esta última fue la tesis que declaró probada la sentencia. En enero de 2018 los investigadores confirmaron por mensajes de textos y algunas fotografías de Pastorizzo junto a Galarza y la familia de esta en un viaje al Brasil en el verano de 2016, lo que fortalecía la hipótesis de relación de pareja entre ambos, además de demostrar que la familia de Galarza conocía a Pastorizzo ya que habían declarado después de su muerte que el joven era un desconocido.
Otro tema vinculado a la causa fue el de las características con las que se desenvolvió la relación, ya que algunos elementos de juicio (mensajes de texto, publicaciones en Twitter, testimonios, entre otros) apuntaban a que estuvo cargada de violencia e interrumpida por separaciones y reconciliaciones momentáneas. La familia de Galarza declaró ante los medios que era ella la que recibía violencia de parte de Pastorizzo. Su madre, Yamina Kroh, dijo a los medios que la defensa y de la acusación mantuvieron posiciones opuestas, porque para la primera el violento había sido la víctima y para la segunda la violencia procedía de la acusada. Sin embargo, el tribunal descartó que Galarza haya padecido violencia por parte de Pastorizzo. El Tribunal Superior de Justicia de Entre Ríos afirmó que «la defensa de Nahir Galarza quiso demonizar a la víctima». También sobre este punto hubo numerosos comentarios, opiniones y declaraciones contrapuestas —algunas provenientes de familiares y amigos de alguno de ellos— que se publicaron en medios de prensa y en las redes sociales.

## Asesinato
Fernando Pastorizzo fue asesinado en la madrugada del viernes 29 de diciembre de 2017 en la calle General Paz entre Artigas y Pueyrredón, barrio Tomás de Rocamora, Gualeguaychú, al recibir dos disparos de arma de fuego. El cuerpo fue encontrado en el suelo, al lado de su motocicleta, sin advertirse señales que indicaran que se tratara de un robo. Poco antes de ser asesinado estaba llevando a Galarza, quien después recorrió a pie unas 20 cuadras hasta su casa. Después de que el cadáver de Pastorizzo fuese encontrado por la mañana, Nahir desde su teléfono móvil publicó en sus redes sociales una foto de ella junto a Fernando con el texto:

5 años juntos, peleando, yendo y viniendo pero siempre con el mismo amor. Te amo para siempre, mi ángel.
Nahir Galarza, diciembre de 2017.

En horas de la mañana del día siguiente reconoció la autoría del hecho a sus padres primero y ante las autoridades después. Dijo que le había disparado con el arma reglamentaria de su padre, una pistola 9 mm, que había llevado con ella y que después restituyó al lugar donde la había tomado sin que su padre advirtiera ninguna de las dos acciones, y que primero le disparó en la espalda y después en el pecho.

En un vídeo obtenido por la policía de una cámara de seguridad privada, se ve a una persona de complexión muy parecida a Galarza, caminando a las 05:22 de la madrugada (hora local), a tan solo seis cuadras de donde fue encontrado el cuerpo de Pastorizzo. Para el fiscal el vídeo era una pieza clave que situaría a Galarza en la escena del crimen, aunque la familia de la acusada negó que la persona del vídeo fuese ella.
Galarza fue imputada por el fiscal por «homicidio agravado por el vínculo» y se la detuvo en forma preventiva, condición que mantuvo hasta la condena.

## Sentencia
Nahir Galarza fue condenada en primera instancia a cadena perpetua el 3 de julio de 2018 por considerarla culpable de homicidio agravado que corresponde a quien mata a la persona con quien mantiene o ha mantenido una relación de pareja, mediare o no convivencia. El tribunal desestimó, por otra parte, las agravantes por utilización de arma de fuego y por alevosía que habían solicitado la fiscalía y los querellantes. Esta pena significa que deberá cumplir en forma efectiva por lo menos treinta y cinco años de prisión.
Galarza es hasta la fecha la mujer más joven al momento de recibir una sentencia de prisión perpetua en la Argentina (tenía 19 años, 7 meses y 21 días), aunque no es la mujer más joven al momento de haber cometido el hecho punible por el que recibiría la sentencia, en 2016, también en la provincia de Entre Ríos, Paula Araceli Benítez recibió la misma condena por el homicidio de su madre cometido cuando tenía dieciocho años en abril de 2015, pero al momento de haber recibido la sentencia era apenas unos días mayor que Galarza (tenía 19 años, 8 meses, y 1 día).
La sentencia se basó en las pruebas testimoniales y documentales (fotografías, mensajes telefónicos y en internet, etc.) para concluir que había una relación de pareja y en la prueba pericial para desestimar la posibilidad de que los disparos hubieran sido accidentales (según el perito, en el primero había una probabilidad del 50 % en ese sentido, pero el segundo tiro fue claramente intencional, a 50 cm del fallecido). Finalmente, consideró que no había pruebas de que Pastorizzo hubiera ejercido violencia sobre su novia, por lo que desestimó este atenuante esgrimido por la defensa.
El 4 de septiembre de 2018 se anunció que Galarza sería trasladada a una cárcel común de mujeres, la unidad penal n.º 6 de Paraná, tras superar el plazo máximo que puede pasar un preso en una comisaría. En efecto, pasó ocho meses en la Comisaría del Menor y la Mujer. Finalmente, el 10 de septiembre, el Servicio Penitenciario entrerriano hizo efectivo el traslado de Nahir Galarza a la unidad penal n.° 6 Concepción Arenal, en Paraná. Se trata de la única cárcel de mujeres de la provincia de Entre Ríos, donde Galarza comparte pabellón con otras nueve internas.
En agosto de 2019, la Cámara de Casación Penal de Concordia rechazó la apelación que hizo la defensa de Galarza. Por lo tanto, se confirmó la condena de cadena perpetua. Ese mismo año se dio a conocer que Galarza, entre otras actividades carcelarias, se dedica a estudiar psicología.
En marzo de 2020, el Tribunal Supremo de Justicia de Entre Ríos rechazó la impugnación de la condena de cadena perpetua impuesta a Nahir Galarza. En total, la defensa de Nahir Galarza ha hecho dos apelaciones y las dos fueron rechazadas.
En enero de 2022, Galarza cambia de abogada y con el apoyo de su madre Yanina Kroh, denuncia a su padre Marcelo Galarza, y dicha denuncia fue desestimada. Sin embargo, si hay una perimetral que le impide a Marcelo Galarza acercarse tanto a su exesposa Kroh, como a la unidad penitenciaria donde reside su hija.
La corte nacional o corte suprema de justicia fue la última instancia y la única vía de apelación que tenía la defensa de la acusada Nahir Galarza para intentar revertir la condena de cadena perpetua.
Previo a la última instancia se estrenó una película y un documental sobre Galarza en Prime Video, dichas producciones vista por muchos críticos y analistas como un intento desesperado y fraudulento de blanquear la imagen de Galarza, de victimizarla, humanizarla, e indirectamente tratar de persuadir sentimentalmente en lo mediático a las personas y quizá a la corte nacional, sin embargo, la Corte Suprema de Justicia rechazó un recurso extraordinario presentado por la defensa de Galarza, la joven condenada por el homicidio de su novio, Fernando Pastorizzo, y dejó firmé la sentencia de cadena perpetua que había dictado un tribunal de Gualeguaychú. No obstante, el 29 de diciembre de 2024 (siete años después del crimen) se supo que la Corte Interamericana de Derechos Humanos revisará la condena de Nahir Galarza, sin embargo, aún se desconoce cuál sería el resultado, y por lo tanto, la acusada Nahir Galarza recién tendrá por cumplida la pena en 2052.

## Repercusiones

El asesinato del joven Pastorizzo generó una gran cobertura de los medios de prensa nacionales y también de algunos extranjeros. Estuvo en los titulares de varios periódicos, programas y noticias en radios y canales de televisión. La familia Galarza contrató apenas unos días después del hecho a un agente de relaciones públicas, que proporcionó a los medios algunas fotografías y confirmó la sentencia a cadena perpetua, por lo cual Galarza permanecerá recluida hasta 2052
También estuvo en el foco de opiniones en varias otras redes sociales. Las cuentas personales de Galarza se llenaron de mensajes tanto de apoyo como de repudio. Su cuenta de Instagram fue cerrada después de que ella fuera arrestada, pero doce días después, el miércoles 10 de enero, volvió a estar activa y en solo veinticuatro horas había superado los 30 000 seguidores. Tenía algunos cambios, porque dejó de seguir a tres personas y se borraron dos fotografías en las que aparecían la acusada y la víctima, y un día después el perfil fue eliminado. Luego de esto comenzaron a aparecer múltiples cuentas con fotografías de Galarza hecha por sus seguidores.
El 2 de enero de 2018, se realizó frente a los tribunales de Gualeguaychú una marcha de cientos de personas con pancartas con la fotografía de la víctima, Fernando Pastorizzo, en reclamo por las condiciones de privilegio en las que se encontraba detenida la asesina, Nahir Galarza.
El 3 de enero de 2018, fecha del póstumo cumpleaños número 21 de Pastorizzo, amigos y familiares publicaron en las redes sociales un mensaje y fotografías con recordatorios, pedidos de justicia y comentarios de repudio contra Galarza.
El 10 de julio de 2018 el grupo Todo preso es político convocó a concentrarse frente a la Casa de Entre Ríos de Buenos Aires para exigir la «inmediata libertad» de Nahir Galarza, bajo consignas como «Muerte al macho no es solo una metáfora, el miedo va a cambiar de bando». Este grupo impugna la «violencia heteropatriarcal» y el «feminismo hegemónico» y consideró que «en los últimos seis meses Nahir Galarza sufrió una auténtica caza de brujas protagonizada por los medios de comunicación, el poder judicial y la comúnmente denominada "opinión pública"».

## Representaciones

### Televisión
- En enero de 2022 se anunció la serie llamada Nahir: la historia desconocida en HBO Max, basada en el libro Nahir, la historia desconocida» de Mauro Szeta y Mauro Fulco.[51]
- En junio de 2024 se estrenó Nahir, el secreto de un crimen, un documental de dos episodios en Prime Video. El documental aborda el caso desde distintas perspectivas y reúne testimonios de la joven, sus padres, amigos y la familia de Fernando Pastorizzo. [52]

### Película
- En mayo de 2024 se estrenó la película de Amazon Prime Video Nahir, con Valentina Zenere en el papel de Nahir.[53]